# Локомотив (Софія)
ФК «Локомотив» (Софія) — болгарський футбольний клуб. Заснований 28 жовтня 1929 року. Кольори клубу: чорний, червоний, білий.

## Досягнення
Чемпіонат Болгарії:
- Чемпіон (4): 1940, 1945, 1964, 1978
- Срібний призер (6): 1941, 1946, 1947, 1957, 1965, 1995
- Бронзовий призер (10): 1949, 1952, 1954, 1960, 1968, 1979, 1996, 2007, 2008, 2015

Кубок Болгарії:
- Володар (4): 1948, 1953, 1982, 1995

Кубок УЄФА:
- Чвертьфіналіст (1): 1979/80

## Виступи в єврокубках

### Ліга чемпіонів / Кубок Європейських чемпіонів
| Сезон   | Раунд            | Клуб        | Вдома | На виїзді | В сукупності |
| ------- | ---------------- | ----------- | ----- | --------- | ------------ |
| 1964–65 | Попередній раунд | Мальме      | 8–3   | 0–2       | 8–5          |
| 1964–65 | Перший раунд     | Вашаш Дьйор | 4–3   | 3–5       | 7–8          |
| 1978–79 | Перший раунд     | Оденсе      | 2–1   | 2–2       | 4–3          |
| 1978–79 | Другий раунд     | Кельн       | 0–1   | 0–4       | 0–5          |

### Кубок володарів кубків
| Сезон   | Раунд                 | Клуб       | Вдома | На виїзді | В сукупності |
| ------- | --------------------- | ---------- | ----- | --------- | ------------ |
| 1977–78 | Перший раунд          | Андерлехт  | 1–6   | 0–2       | 1–8          |
| 1982–83 | Перший раунд          | ПСЖ        | 1–0   | 1–5       | 2–5          |
| 1995–96 | Кваліфікаційний раунд | Деррі Сіті | 2–0   | 0–1       | 2–1          |
| 1995–96 | Перший раунд          | Гальмстад  | 3–1   | 0–2       | 3–3 (г)      |

### Ліга Європи / Кубок УЄФА
| Сезон   | Раунд                        | Клуб            | Вдома        | На виїзді | В сукупності |
| ------- | ---------------------------- | --------------- | ------------ | --------- | ------------ |
| 1979–80 | Перший раунд                 | Ференцварош     | 3–0          | 0–2       | 3–2          |
| 1979–80 | Другий раунд                 | Монако          | 4–2          | 1–2       | 5–4          |
| 1979–80 | Третій раунд                 | Динамо Київ     | 1–0          | 1–2       | 2–2 (г)      |
| 1979–80 | 1/4 фіналу                   | Штутгарт        | 0–1          | 1–3       | 1–4          |
| 1985–86 | Перший раунд                 | АПОЕЛ           | 4–2 (дод.ч.) | 2–2       | 6–4          |
| 1985–86 | Другий раунд                 | Ксамакс         | 1–1          | 0–0       | 1–1 (г)      |
| 1987–88 | Перший раунд                 | Динамо Тбілісі  | 3–1          | 0–3       | 3–4          |
| 1996–97 | Попередній раунд             | Нефтчі          | 6–0          | 1–2       | 7–2          |
| 1996–97 | Кваліфікаційний раунд        | Рапід Бухарест  | 0–1          | 0–1       | 0–2          |
| 2006–07 | Перший кваліфікаційний раунд | Македонія ГП    | 2–0          | 1–1       | 3–1          |
| 2006–07 | Другий кваліфікаційний раунд | Бней-Єгуда      | 4–0          | 2–0       | 6–0          |
| 2006–07 | Перший раунд                 | Феєнорд         | 2–2          | 0–0       | 2–2 (г)      |
| 2007–08 | Другий кваліфікаційний раунд | Оцелул          | 3–1          | 0–0       | 3–1          |
| 2007–08 | Перший раунд                 | Ренн            | 1–3          | 2–1       | 3–4          |
| 2008–09 | Другий кваліфікаційний раунд | Борац Чачак     | 1–1          | 0–1       | 1–2          |
| 2011–12 | Другий кваліфікаційний раунд | Металург Скоп'є | 3–2          | 0–0       | 3–2          |
| 2011–12 | Третій кваліфікаційний раунд | Шльонськ        | 0–0 (дод.ч.) | 0–0       | 0–0 (п. 3–4) |